# Hilbertov prostor
Hilbertov prôstor [hílbertov ~]  je v matematiki posplošitev pojma evklidskega prostora. Imenuje se po Davidu Hilbertu. Pojem razširja metode vektorske algebre in infinitezimalnega računa iz dvorazsežne evklidske ravnine in trirazsežnega prostora na prostore s končnim ali neskončnim številom razsežnosti. Hilbertov prostor je abstraktni vektorski prostor s strukturo notranjega (skalarnega produkta), v katerem se lahko merijo dolžine in koti. Poleg tega morajo biti Hilbertovi prostori polni, z značilnostjo, ki v prostoru določa obstoj dovolj limit, da se lahko uporabljajo tehnike infinitezimalnega računa.
Hilbertovi prostori se pogosto pojavljajo v matematiki, fiziki in tehniki, po navadi kot končnorazsežni funkcijski prostori. Hilbertove prostore so s tega vidika najprej raziskovali Hilbert, Erhard Oswald Johannes Schmidt in Frigyes Riesz v prvem desetletju 20. stoletja. So nepogrešljivo orodje v teoriji parcialnih diferencialnih enačb, kvantne mehanike, Fourierovi analizi, vključno z obdelavo signalov in ergodično teorijo, ki tvorijo matematično osnovo termodinamike. John von Neumann je skoval izraz »Hilbertov prostor« za abstraktni pojem, kot osnovo teh raznolikih uporab. Uspeh metod Hilbertovih prostorov je vodil do zelo plodnega obdobja funkcionalne analize. Poleg klasičnih evklidskih prostorov med Hilbertove prostore spadajo tudi: prostori kvadratno integrabilnih funkcij, prostori zaporedij, prostori Soboljeva s posplošenimi funkcijami in Hardyjevi prostori holomorfnih funkcij.
Geometrijska intuicija je pomembna v mnogo vidikih teorije Hilbetovih prostorov. V Hilbertovem prostoru veljata analogona Pitagorovemu izreku in izreku o paralelogramih. Na globljem nivoju je pri optimizacijskih problemih in drugih vidikih teorije pomembna projekcija na podprostor. Element Hilbertovega prostora se lahko enolično opišem z njegovimi koordinatami glede na množico koordinatnih osi (ortonormirana baza), podobno kot s kartezičnima koordinatama v ravnini. Če je ta množica osi števno neskončna, je Hilbertov prostor še vedno uporaben z neskončnimi zaporedji, ki so kvadratno seštevalni. Podobno so linearni operatorji na Hilbertovem prostoru dovolj stvarni objekti: v dobrih primerih so preprosto transformacije, ki raztegnejo prostor z različnimi faktorji v medseboj pravokotne smeri v smislu, ki ga podrobno obravnava njihova spektralna teorija.

## Matematična definicija
Hilbertov prostor je vektorski prostor opremljen z notranjim produktom. Notranji produkt inducira polno metriko, zato je prostor Banachov. 
Naj bo {\displaystyle H} kompleksni vektorski prostor. Prostor je pred Hilbertov natanko tedaj, ko je za poljubna elementa {\displaystyle x,y\in H} definiran notranji produkt {\displaystyle \langle \cdot ,\cdot \rangle }, za katerega velja
1. Simetričnost notranjega produkta {\displaystyle \langle x,y\rangle ={\overline {\langle y,x\rangle }}}
2. Iz simetričnosti sledi, da je {\displaystyle \langle x,x\rangle \in \mathbb {R} }
3. Notranji produkt je delno linearen. Za {\displaystyle a,b\in \mathbb {C} } velja, da je {\displaystyle \langle ax+by,\cdot \rangle =a\langle x,\cdot \rangle +b\langle y,\cdot \rangle }
4. Notranji produkt vektorja s samim sabo je pozitivno definiten {\displaystyle \langle x,x\rangle \geq 0}

Notranji produkt inducira kanonično normo{\displaystyle ||x||={\sqrt {\langle x,x\rangle }}\geq 0}Posledično inducira tudi kanonično metriko, saj lahko dvema točkama {\displaystyle X,Y} pripišemo krajevna vektorja {\displaystyle x,y} in tako izrazimo metriko,{\displaystyle d(X,Y)=||x-y||={\sqrt {\langle x-y,x-y\rangle }}}Trikotniško neenakost dokažemo s Cauchy-Swarzevo neenakostjo, saj velja {\displaystyle |\langle x,y\rangle |\leq ||x||||y||}. Za neskončno dimenzionalen pred-Hilbertov prostor velja tudi posplošena Hölderjeva neenakost (za {\displaystyle p=2}), kar je praktično le Cauchy-Swarzeva neenakost.

Pred Hilbertov prostor je Hilbertov natanko tedaj, ko je poln v metriki. Za prostor velja Cauchyjev pogoj, denimo da imamo Cauchjevo zaporedje vektorjev {\displaystyle {(u_{i})}_{i\in \mathbb {N} }}, za zaporedje velja, da za vsak {\displaystyle \epsilon } obstaja {\displaystyle n,m>N}, tako da{\displaystyle ||u_{n}-u_{m}||<\epsilon }tedaj zaporedje konvergira znotraj prostora, tj. obstaja limita, ki se nehaja v prostoru. Dokaz v drugo smer je trivialen. Neskončno dimenzionalen Hilbertov prostor je funkcijski prostor, ki je pogosto uporabljen v funkcionalni analizi. Velikokrat ga uporabljamo kot {\displaystyle p=2} prostor Soboljeva. Vsak {\displaystyle L^{2}} prostor je Hilbertov.